# Mark Carney
Mark Carney OC (ur. 16 marca 1965 w Fort Smith) – kanadyjski ekonomista, prezes Banku Kanady (2008–2013), prezes Banku Anglii (2013–2020), lider Liberalnej Partii Kanady (od 2025), premier Kanady (od 2025).

## Życiorys
Urodził się w Fort Smith, w Terytoriach Północno-Zachodnich, a dorastał w Edmonton w Albercie. Jego rodzice byli nauczycielami. Interesował się hokejem na lodzie i w okresie studiów był rezerwowym bramkarzem drużyny hokejowej Uniwersytetu Harvarda. Studia z ekonomii na Uniwersytecie Harvarda ukończył w 1988 z tytułem licencjata. Naukę kontynuował na Uniwersytecie Oksfordzkim, w St Peter’s College i w Nuffield College, gdzie uzyskał w 1993 tytuł magistra ekonomii, zaś w 1995 na podstawie obronionej dysertacji The dynamic advantage of competition (Dynamiczna przewaga konkurencji} uzyskał tytuł doktora (PhD) w dziedzinie ekonomii. W drużynie Oxford University Ice Hockey Club był współkapitanem.
Po ukończeniu studiów rozpoczął pracę w banku inwestycyjnym Goldman Sachs. Pracował w biurach w Londynie, Tokio, Nowym Jorku i Toronto, zajmując się analizą rynków finansowych. W 2003 roku przeszedł do Banku Kanady, obejmując stanowisko zastępcy prezesa, a następnie pracował jako starszy wiceminister finansów. W 2008 roku został mianowany prezesem Banku Kanady, gdzie nadzorował politykę pieniężną w czasie światowego kryzysu finansowego. Jego decyzje, w tym utrzymywanie niskich stóp procentowych, były uznawane za kluczowe dla stabilizacji kanadyjskiej gospodarki. W 2013 roku został prezesem Banku Anglii, stając się pierwszą osobą spoza Wielkiej Brytanii na tym stanowisku w ponad 300-letniej historii banku. Jego kadencja przypadła na okres istotnych zmian, w tym przejęcia przez Bank Anglii obowiązków regulatora finansowego oraz decyzji dotyczących polityki stóp procentowych. Przed referendum w sprawie Brexitu ostrzegał przed jego konsekwencjami dla brytyjskiej gospodarki. Po głosowaniu podjął działania stabilizujące sytuację na rynkach finansowych. Jego kadencja zakończyła się w 2020 roku. Po opuszczeniu Banku Anglii Carney został specjalnym wysłannikiem ONZ ds. klimatu i finansów, promując działania na rzecz inwestycji w zrównoważony rozwój i redukcję emisji CO₂. W 2021 roku zaangażował się w inicjatywę Glasgow Financial Alliance for Net Zero, zrzeszającą instytucje finansowe wspierające transformację energetyczną.
9 marca 2025 roku został liderem Partii Liberalnej Kanady, po rezygnacji Justina Trudeau. Zwyciężył w wewnątrzpartyjnych wyborach, uzyskując 82% głosów i pokonując m.in. Chrystię Freeland. Jego kandydatura spotkała się zarówno z poparciem, jak i krytyką – zwłaszcza ze strony Partii Konserwatywnej, która zarzucała mu związki ze światem wielkich finansów.
14 marca 2025 roku objął urząd premiera Kanady, a jego przysięgę odebrała gubernator generalna Kanady Mary Simon. Jeszcze tego samego dnia podpisał zniesienie podatku węglowego dla konsumentów, nałożonego w 2019 roku.
28 kwietnia 2025 po raz pierwszy startował w wyborach parlamentarnych i wygrał w jednomandatowym okręgu Nepean (przedmieście Ottawy).

## Życie prywatne
Posiada obywatelstwo kanadyjskie, brytyjskie i irlandzkie, jednak zapowiedział, że zamierza ograniczyć się do obywatelstwa kanadyjskiego. Jego żona, Diana, pochodzi z Wielkiej Brytanii. Mają cztery córki.

## Odznaczenia
- Officer Orderu Kanady – nadanie 2014, wręczenie (inwestytura) 2015[13]
- Medal Diamentowego Jubileuszu Królowej Elżbiety II (odmiana kanadyjska) – 2012[14]